# Ilan Boccara
Ilan Boccara (* 14. Mai 1993 in Boulogne-Billancourt) ist ein Fußballspieler mit niederländischem und französischem Pass. Aktuell spielt er für Ajax Amsterdam.

## Kindheit
Ilan Boccara wurde als Sohn einer aus Amsterdam stammenden niederländischen Mutter und eines französischen Vaters im Pariser Vorort Boulogne-Billancourt geboren. Ebendort wuchs er auch auf.

## Karriere

### Verein

#### Nachwuchszeit
Sechsjährig begann Boccara 1999 mit dem Fußball im Nachwuchs von ES16. Nach nur einem Jahr ging er in die Nachwuchsabteilung Athletic Club de Boulogne-Billancourt. 2006 wechselte Boccara, mittlerweile 13 Jahre alt, in die Nachwuchsakademie von Paris Saint-Germain.

#### Herrenbereich

##### Paris Saint-Germain B
Zur Saison 2010/11 wurde der mittlerweile 17-jährige Ilan Boccara in die Reservemannschaft von Paris Saint-Germain, genannt „Paris Saint-Germain B“, hochgezogen. Die Reservemannschaft von PSG spielte in der viertklassigen CFA. In der Saison 2011/12 kam er in der Reserveelf zu einem einzigen Einsatz.

##### Ajax Amsterdam
Zur Saison 2012/13 verließ er Paris Saint-Germain und ging zu Ajax Amsterdam. Wurde er dort anfangs noch in der Reservemannschaft („Jong Ajax“) eingesetzt, feierte er Ende August 2012 im Trikot der Profimannschaft sein Debüt im Berufsfußball, als er beim 2:2-Unentschieden gegen den SC Heerenveen nach 77 Minuten für Lasse Schøne eingewechselt wurde.

### Nationalmannschaft
Boccara, der über die Pässe beider Länder verfügt, kam 2012 vier Mal für die U-19-Nationalelf der Niederlande zum Einsatz. Er kann sich noch zwischen den A-Nationalmannschaften beider Länder entscheiden.